# Petalichthyida
Petalichthyida — ряд вимерлих панцирних риб, який існував протягом девонського періоду (415–375 млн років тому). Скам'янілі рештки представників ряду знаходять по всьому світі (Німеччина, Азія, Північна Америка, Південна Америка, Австралія).

## Опис
Вони нагадують примітивних артродірів, але панцир був коротший і не закривав тіло за грудними плавцями. Їхнє тіло було сплющене, очі розташовані на верхній частині голови, грудні плавці дуже довгі.

## Спосіб життя
Вважається, що ці риби були хижаками, які полювали на дрібну здобич.